# Протесты в Боливии (2019)
Протесты в Боливии в 2019 году — антиправительственные акции протеста и марши с 21 октября 2019 года до конца ноября того же года в Боливии. Протестующие обвиняли власти в нарушениях на всеобщих выборах, на которых победил действующий президент Эво Моралес. Под давлением военных Моралес отменил итоги выборов и покинул страну.

## Предыстория
В 2005 году в отставку ушел Карлос Меса, президент Боливии. Его преемником стал индеец Эво Моралес, который правил страной 14 лет. Моралес провел ряд реформ, которые позволили сократить уровень бедности (с 60 % населения страны в 2006 году до 35 % населения страны в 2018 году). Вместе с тем Моралес недофинансировал боливийскую армию — в 2018 году военные расходы составляли всего 3,8 % государственных расходов Боливии. При Моралесе жалованье военнослужащих было низким.
20 октября 2019 года в Боливии прошли очередные всеобщие выборы. После их завершения предварительный подсчёт голосов был приостановлен. Спустя некоторое время было объявлено, что действующий глава государства Эво Моралес лидирует с достаточно большим отрывом (10 %). Это позволило ему избежать повторного голосования. Международные наблюдатели выразили обеспокоенность по поводу разрыва в отчётности о результатах — после паузы в подсчёте последовал всплеск голосов отданных за Моралеса. Моралес опроверг эти обвинения и предложил международным организациям провести ревизию избирательных процессов, пообещав провести дополнительный тур, если будет обнаружено какое-либо мошенничество. Кандидат, занявший второе место, Карлос Меса, призвал к продолжению протестов до проведения второго тура, заявив, что он представит доказательства того, что произошло мошенничество. Лидеры оппозиции отказались от каких-либо переговоров с Моралесом.

## Хронология протеста

### 21 октября
Протестующие начали собираться у ворот вычислительных центров избиркомов в нескольких департаментах страны. Командующий Боливийской полиции Владимир Кальдерон заявил, что они были готовы к любому событию, которое может изменить общественный порядок в стране после того, как некоторые лидеры призвали к гражданскому сопротивлению.
Утром 21 октября в жилых кварталах Сопокачи и Мирафлорес в Ла-Пасе были обнаружены бюллетени в пользу «Движения к социализму» и избирательные материалы в руках людей, которые не были должностными лицами Избирательного суда. Получили распространение в социальных сетях видеозаписи граждан, где было запечатлено, что полиция применяет слезоточивый газ против жителей этих жилых кварталов и защищает избирательные материалы и подозреваемых в фальсификациях. В результате Окружной совет родителей потребовал приостановить занятия в школах в центре города Сукре.
Протесты в Сукре стали жестокими, и насилие было настолько сильным, что в штаб-квартире «Движения к социализму» начался пожар, а офисы Единой федерации рабочих народов подверглись нападению. Впоследствии женщины-офицеры полиции, члены Национальной ассоциации сержантов, кабосов и полиции прошли маршем, призывая к мирной ночи, на Площади 25 мая. Во главе стоял их лидер сержант Сесилия Калани, которая была одета в белый платок, требуя, чтобы президент уважал голосование.
Протестующие подожгли здания избирательных комиссий и урны для голосования в городах Сукре и Тариха. В Потоси марш «Гражданского комитета Потосиниста» завершился поджогом избирательного суда региона, в результате чего были повреждены близлежащие дома. Студенты установили костры и посты сторонников Карлоса Меса и активистов возле Hotel Presidente, Hotel Real, Campo Ferial de Cochabamba. Полиция Сукре была направлена в Потоси для усиления безопасности и предотвращения возможных беспорядков у ворот Ведомственного избирательного суда, который осудил нарушения в подсчёте голосов.
В Hotel Real произошло столкновение между противниками и сторонниками Моралеса, а также полицией. Оппозиционные группы подверглись нападению со слезоточивым газом со стороны правоохранителей. Десятки были ранены, в том числе ректор Высшего университета Сан-Андрес Вальдо Альбаррасин, который был доставлен в больницу. Впоследствии вычислительный центр в Hotel Presidente приостановил подсчёт голосов из-за протестов.
Четыре окружных избирательных суда приостановили подсчёт голосов из-за протестов граждан, зарегистрированных за пределами вычислительных центров. Мэр Кобихи Луис Гатти Рибейро и губернатор Пандо Луис Адольфо Флорес подверглись нападению со стороны группы протестующих, причём Флорес был госпитализирован. В Оруро были уничтожены палатка «Движения к социализму» и автомобиль государственного министерства.

### 22 октября
На рассвете 22 октября голова статуи Уго Чавеса была найдена у двери дома мэра Риберальты Омара Нуньеса Вела Родригеса после того, как демонстранты сбросили статую и разбили её. Чавес, бывший президент Венесуэлы, был другом и союзником Моралеса. В Кочабамбе на ярмарочной площади произошло столкновение между студентами и полицией 21 октября, 37 студентов из Университета мэра Сан-Симона протестовали на площади Сукре против предполагаемых фальсификаций выборов. Полиция вмешалась с применением слезоточивым газом.
Эпифанио Рамон Моралес, лидер организации Ponchos Rojos, объявил, что они проведут марши в поддержку Моралеса, не исключая, в том числе блокирования дорог и формирования заборов, в Ла-Пасе, и предупредил, что они ответят на атаки протестующих.

### 23 октября
Около полудня лидеры Федерации местных университетов и студенты университетов захватили помещения Гражданского комитета Тарихи из-за их предполагаемой политической близости с правящей партией.
В Чукисака, Санта-Крус, Тариха, Бени и Кочабамба начался первый день бессрочной публичной забастовки. Катия Антекера подала официальную жалобу в Спецназ по борьбе с преступностью (FELCC) в Санта-Крузе на исчезновение Эдуардо Гутьерреса, представителя партии 21F.
Кандидат в президенты от Третьего системного движения и бывший министр образования Феликс Паци также выступил против того, что голоса за его партию были переданы в пользу правящей партии в провинциях Ларекая, Каранави и Палос Бланкос.

### 24 октября
Окружной избирательный суд Чукисаки объявил, что подсчёт голосов проводился в муниципалитете Судашес, поскольку его объекты в городе Сукре были сожжены в ходе акций протеста. Подсчёт проводился в зале заседаний Общественной производственной компании «Стеклянная тара из Боливии». Аналогичным образом Избирательный суд в Потоси прекратил пересчёт голосов в муниципалитете Ллаллагуа, не уведомив делегатов от оппозиционных политических партий. Подсчёты показывали, что в муниципалитетах Судашес и Ллаллагуа правящая партия смогла получить более двух третей голосов.
Группа сторонников правящей партии «Движения к социализму» изгнала группу противников с Площади 14 сентября в Кочабамбе за несколько минут до того, как Моралес выступил с речью на площади. Противники, которые бастовали, сообщали о получении оскорблений и угроз.
В конце дня в городе Санта-Крус были зафиксированы столкновения между теми, кто поддержал победу Эво Моралеса, и теми, кто требовал второго тура. Согласно предварительным данным, в муниципалитете Эль Торно несколько человек получили ранения от столкновений. Также в Кочабамбе произошли столкновения между студентами и сторонниками президента Эво Моралеса. Полиция разогнала их слезоточивым газом. Боевики «Движения к социализму» объявили, что они будут оставаться в Кочабамбе, сохраняя бдительность «до подведения окончательных результатов». Луис Фернандо Камачо, президент Гражданского комитета в Санта-Крус, вновь обратился к народу Санта-Круса, вновь подтверждая призыв к забастовке, и отмечая, что Боливия не пойдёт на второй тур с теми же избирательными властями, которые курировали этот избирательный процесс.
Некоторые боливийцы, живущие в Мадриде, Милане и Берлине, выступили за второй тур между ведущими кандидатами.
В 19:00 по местному времени Многонациональный избирательный орган опубликовал подсчёт голосов в Боливии и за границей на 99,99 %, при этом Моралес набрал более 40 %, опередив других кандидатов минимум на 10,56 %.

### 25 октября
К пятнице, когда результаты были официально объявлены. Несколько стран Латинской Америки, а также США и Европейский Союз призвали к проведению второго тура. С вечера четверга протестующие заполонили улицы столицы, скандируя, что Боливия «не Куба или Венесуэла» и должна провести второй тур.

### 31 октября
Правительство объявило, что с 21 октября в протестах погибли как минимум два человека, оба в городе Монтеро. В тот же день ОАГ начала проверку результатов выборов. В организации заявили, что на это уйдет до 12 дней, а Испания, Парагвай и Мексика будут следить за этим.

### 7 ноября
Число погибших в результате протестов возросло до трёх, когда во время протеста был убит 20-летний студент по имени Лимберт Гусман.
Ратуша небольшого города Винто была сожжена протестующими. Оппозиционные протестующие также напали на мэра Патрицию Арсе от правящей партии — её тащили по улицам босиком, обливали её красной краской и насильно стригли.

### 8 ноября
Сотрудники полиции присоединились к протестам. Вечером несколько человек могли увидеть протестующих с флагами на крыше полицейского управления Кочабамбы, а также в Ла-Пасе, Санта-Крузе и Сукре.

### 10 ноября
ОАГ опубликовала отчёт о проверке, проведённой в ходе выборов. В отчёте содержалась информация о серьёзных нарушениях. В организации рассказали, что статистически маловероятно, что Моралес обеспечил 10-процентный разрыв, необходимый для победы. Выборы по мнению международной организации должны быть отменены после того, как были обнаружены «явные манипуляции» с системой голосования. «Манипуляции с компьютерными системами настолько велики, что боливийское государство должно тщательно исследовать их, чтобы разобраться в этом серьёзном деле и назначить ответственных».

## Отставка Моралеса и отмена результатов выборов
В тот же день главнокомандующий вооружёнными силами генерал Уильямс Калиман попросил Моралеса подать в отставку, чтобы «помочь восстановить мир и стабильность» после нескольких недель протестов, добавив, что военные призывают боливийский народ воздерживаться от насилия и беспорядков.
После этого объявления Моралес выступил по телевидению, объявив о своей немедленной отставке из неизвестного места. После этого Моралес вылетел в Мексику, а его пост временно заняла вице-спикер парламента Боливии Жанин Аньес.

## Оценки событий
Негативно восприняли события в Боливии лидеры таких стран Латинской Америки, как Аргентина, Венесуэла, Никарагуа, Куба и Мексика.
МИД РФ заявил, что события в Боливии развивались «по лекалу государственного переворота», и призвал политические силы страны к нахождению конституционного выхода из внутриполитического кризиса. Пресс‑секретарь президента РФ Дмитрий Песков заявил, что российские власти рассчитывают на урегулирование ситуации в Боливии на основании закона и без вмешательства третьих стран.
Недавно освободившийся из‑под стражи бывший президент Бразилии Луис Инасио Лула Да Силва, осуждённый за коррупцию, также назвал события в Боливии переворотом. Но министр иностранных дел Бразилии Эрнесту Араужу заявил, что события в Боливии нельзя назвать переворотом, поскольку «попытка масштабной фальсификации выборов лишила легитимности Эво Моралеса». А президент Бразилии Жаир Болсонару даже выказал желание отказаться от системы электронных выборов в пользу обычных бюллетеней, поскольку это уменьшает возможность для манипуляций.
Протестующие вышли на улицы, чтобы отпраздновать отставку президента, выкрикивая «да, мы можем». Полиция ушла с улиц Ла-Паса, так как толпа приветствовала передачу власти фейерверками, в то время как другие грабили магазины.